# Aeroportul Winkler County
Aeroportul Winkler County (IATA: INK, ICAO: KINK, FAA LID: INK) este un aeroport din Texas, Statele Unite ale Americii ce deservește zona Wink⁠(d). Aeroportul a fost tranzitat în 2019 de 20 de pasageri. A fost numit după zona deservită.
Situat la o altitudine de 860 m, aeroportul dispune de 2 piste.

## Infrastructură

### Piste
Aeroportul dispune de 2 piste. Pista 04/22 are suprafața de asfalt și dimensiunile 3.514 picioare × 100 picioare. Pista 13/31 are suprafața de asfalt și dimensiunile 5.003 picioare × 100 picioare. 